# Diegueño

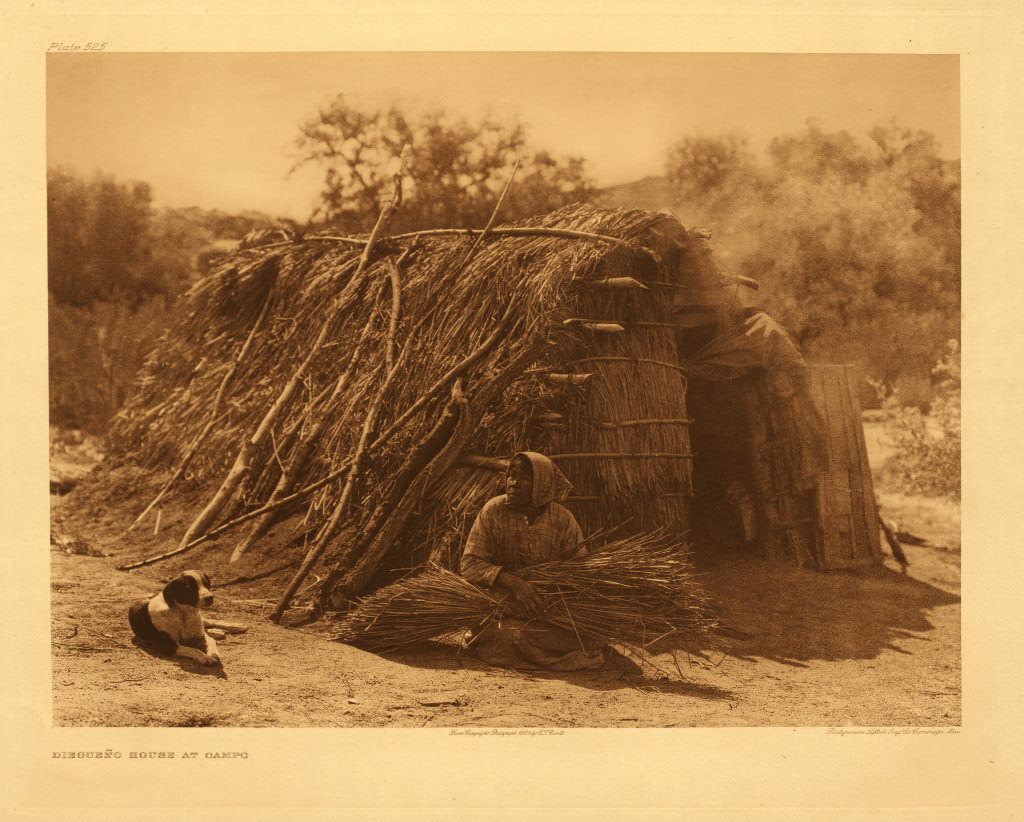
Una capanna Diegueño

I Diegueño, chiamati anche Kumeyaay, sono una tribù di Nativi americani stanziata nella California del sud, al confine col Messico. Il loro nome spagnolo è Kumiai.

## Lingua
I Diegueño parlano una lingua appartenente alla famiglia linguistica dello Lingue Yumane. Nel 2000 c'erano solo 161 individui che parlavano questa lingua.

## Suddivisione
I Diegueño sono divisi principalmente in 2 gruppi:
- Gli Ipai: stanziati nel nord, lungo la costa
- I Tipai: stanziati lungo le coste del sud

## Storia
Il primo europeo ad incontrare i Diegueño fu Juan Rodríguez Cabrillo. All'epoca i Diegueño vestivano con mantelli e portavano capelli molto lunghi, talvolta ornati di conchiglie e trecce. Nel 1821 il Messico conquistò il territorio della tribù fino al 1848. Poi, nel 1848, con il Trattato di Guadalupe Hidalgo, il loro territorio venne ceduto agli Stati Uniti.

## Cultura

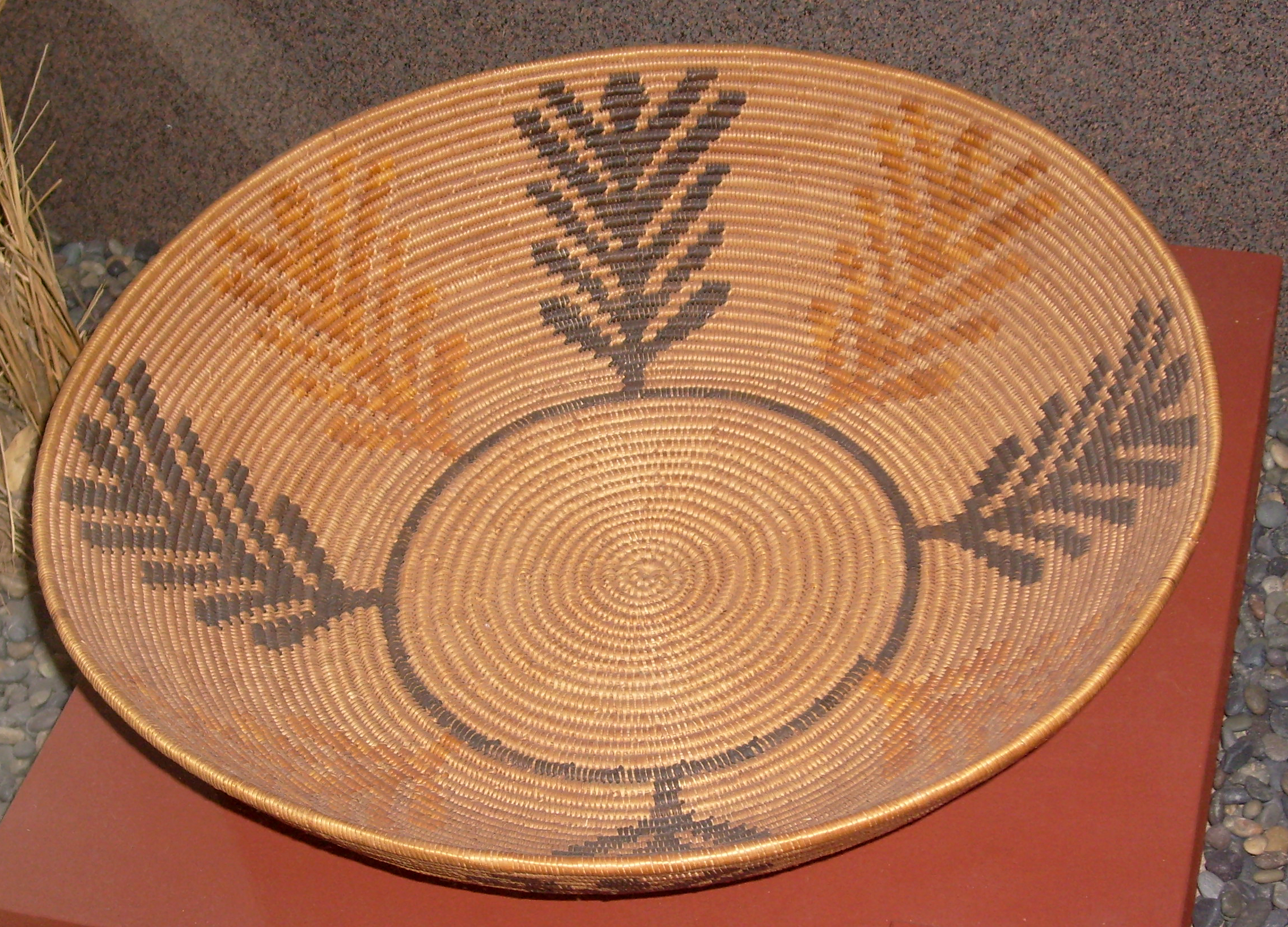
Un piatto Diegueño

I Diegueño furono molto influenzati dalle altre tribù. La loro società era divisa in villaggi, controllati da un capo tribù. Uno sciamano curava i malati e gestiva le cerimonie. Le case non erano in mattoni, ma consistevano in dei pali di legno conficcati nel terreno e sormontati da un tetto di paglia o rami. Erano molto abili nella lavorazione delle ceste, che erano utilizzate per mangiare e contenere la frutta.
L'antropologa statunitense Constance Goddard DuBois ha dedicato molti dei suoi studi alla cultura e alla religione delle tribù Diegueño e Luiseño.

## Religione
I Diegueño erano molto legati alla tribù Luiseño. Essi praticavano il culto degli oggetti materiali e non credevano molto nelle cose mistiche. Avevano un dio chiamato Chungichnich e praticavano particolarmente i funerali. Dal 1769 molti individui passarono al Cristianesimo e vennero battezzati dagli spagnoli.